# Hylemya meigeni
Hylemya meigeni är en tvåvingeart som först beskrevs av Johann Andreas Schnabl 1911.  Hylemya meigeni ingår i släktet Hylemya och familjen blomsterflugor. Inga underarter finns listade i Catalogue of Life.